# 鹦形目
鹦形目（學名：Psittaciformes）在动物分类学上是鸟纲（Aves）中的一个目。本目分為四個科，約有101屬410種物種。據統計，鸚形目下約有三分之一的物種瀕臨絕種。
俗语鹦鹉、鹦哥可以用来单独指代鸚鵡科，或者整个鹦形目，一般多指稱後者。关于其分类讨论，请参阅下文。
本目的所有种类都有如下特征：钩曲的喙、对趾足（两趾向前，两趾向后）。
本目鸟类可以在世界上多数气候温暖的地区找到，包括印度、东南亚和西非。美国也曾有一个种卡罗琳鹦哥，但现已灭绝。鹦形目为数最多的地区为大洋洲（澳洲）、南美洲和中美洲等熱帶及亞熱帶地區。
南美洲的淺藍綠金剛鸚鵡，巴西的伯南布哥鵂鶹，與爪哇麥雞、美拉尼西亞的新喀吸蜜鸚鵡现今已被列為「可能滅絕」（Possibly Extinct）的鸚鵡。

## 起源
通常来说，一个地区如果相对于其它地区来说，集中地拥有某个科的很多种类，那么该地区就很可能是这个科共同祖先的故乡。
南美和大洋洲拥有如此众多的种类，暗示着本目起源在冈瓦纳大陆。 然而鹦鹉科的化石记录稀少，它们的起源更多只是推测。
最早的类鹦鹉鸟类化石记录可以追溯到白垩纪（约7千万年前）。在怀俄明州找到的这块长15mm的下喙碎片类似于现存的吸蜜鹦鹉类。至今仍不清楚该标本是否应归入鹦鹉类。
欧洲有着更丰富的始新世（5千8百万到3千6百万年前）化石记录。在英国和德国找到了几具较完整的类鹦鹉鸟类的骨骼化石。尽管还不能十分确定，但总的来说这些标本并不像是现代鹦鹉的祖先，而仅仅是其在北半球演化并在后来灭绝的亲戚而已。
南半球在同时期没有像北半球那样丰富的化石记录，而且直到中新世中期（大约2千万年前）都还没发现类似鹦鹉的化石。然而到了中新世中期，就发现了确凿无疑的鹦鹉化石，其上颌与现存的白凤头鹦鹉甚至无法区分。

## 分類學
以下為鸚形目下至科層級的系統發生樹：

| 鳳頭鸚鵡總科 | 凤头鹦鹉科 Cacatuidae                                                                   |
| Cacatuoidea  | 凤头鹦鹉科 Cacatuidae                                                                   |
| 鸚鵡總科     | \| \| 新世界鸚鵡科 Psittacidae \| \| \| \| \| \| 舊世界鸚鵡科 Psittaculidae \| \| \| \| |
| Psittacoidea | \| \| 新世界鸚鵡科 Psittacidae \| \| \| \| \| \| 舊世界鸚鵡科 Psittaculidae \| \| \| \| |
|              | 新世界鸚鵡科 Psittacidae                                                                |
|              |                                                                                         |
|              | 舊世界鸚鵡科 Psittaculidae                                                              |
|              |                                                                                         |

|  | 新世界鸚鵡科 Psittacidae   |
|  |                            |
|  | 舊世界鸚鵡科 Psittaculidae |
|  |                            |

| 鳳頭鸚鵡總科 | 凤头鹦鹉科 Cacatuidae                                                                   |
| Cacatuoidea  | 凤头鹦鹉科 Cacatuidae                                                                   |
| 鸚鵡總科     | \| \| 新世界鸚鵡科 Psittacidae \| \| \| \| \| \| 舊世界鸚鵡科 Psittaculidae \| \| \| \| |
| Psittacoidea | \| \| 新世界鸚鵡科 Psittacidae \| \| \| \| \| \| 舊世界鸚鵡科 Psittaculidae \| \| \| \| |
|              | 新世界鸚鵡科 Psittacidae                                                                |
|              |                                                                                         |
|              | 舊世界鸚鵡科 Psittaculidae                                                              |
|              |                                                                                         |

|  | 新世界鸚鵡科 Psittacidae   |
|  |                            |
|  | 舊世界鸚鵡科 Psittaculidae |
|  |                            |

### 系統學

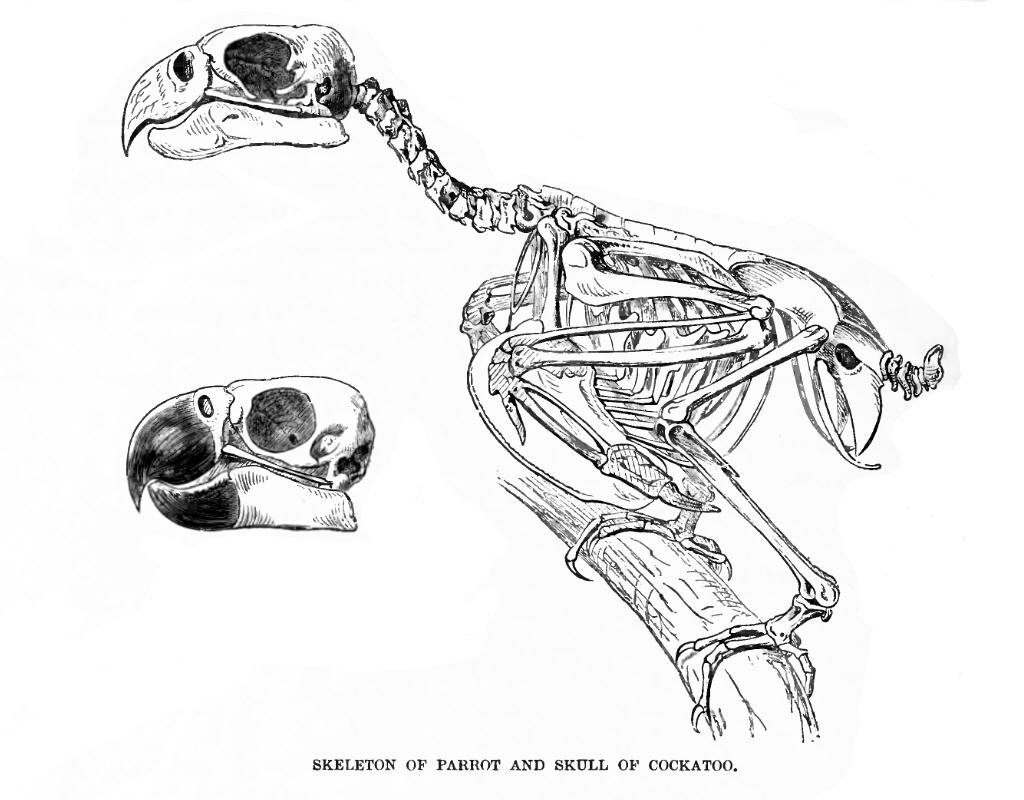
一隻鸚鵡的骨骼，左下的頭顱為一種杜鵑的頭部

目前由世界鳥類學家聯合會所承認的鸚形目物種101屬410種。
- 鴞鸚鵡總科（Strigopoidea）
  - 鸮面鹦鹉科（Strigopidae）
    - 啄羊鸚鵡亞科（Nestorinae）：現存2屬2種及數個絕滅屬及物種
    - 鴞鸚鵡亞科（Strigopinae）：1屬1種，即鴞鸚鵡
- 鳳頭鸚鵡總科（Cacatuoidea）
  - 鳳頭鸚鵡科（Cacatuidae）
    - 雞尾鸚鵡亞科（Nymphicinae）：1屬1種，即雞尾鸚鵡
    - 黑鳳頭鸚鵡亞科（Calyptorhynchinae）：2屬5種
      - 黑鳳頭鸚鵡屬

    - 鳳頭鸚鵡亞科（Cacatuinae）
      - 棕櫚鳳頭鸚鵡族（Microglossini）：現存1屬1種，即棕櫚鳳頭鸚鵡
      - 鳳頭鸚鵡族（Cacatuini）：4屬14種
- 鸚鵡總科（Psittacoidea）
  - 金刚鹦鹉科（Psittacidae）
    - 非洲鸚鵡亞科（Psittacinae）：2屬12種，為分佈於非洲的亞科
    - 金剛鸚鵡亞科（Arinae）：為分佈於美洲的亞科
      - Amoropsittacini族：4屬15種
      - Forpini族：1屬（即Forpus屬）9種
      - Androglossini族：10屬64種
      - 金剛鸚鵡族（Arini）：20屬，現存75種及絕滅4種

  - 舊世界鸚鵡科（Psittaculidae）
    - 彼斯奎氏鸚鵡亞科（Psittrichasinae）：2屬5種
    - 宽尾鹦鹉亚科（Platycercinae）
      - 地鸚鵡族（Pezoporini）：3屬9種
      - 宽尾鹦鹉族（Platycercini）：現存10屬28種，絕滅5種

    - 虎斑鸚鵡亞科（Psittacellinae）：1屬（即虎斑鸚鵡屬）4種
    - 吸蜜鸚鵡亞科（Loriinae）
      - 吸蜜鸚鵡族（Loriini）：19屬61種
      - 虎皮鸚鵡族（Melopsittacini）：1屬1種，即虎皮鸚鵡
      - 無花果鸚鵡族（Cyclopsittini）：2屬7種

    - 牡丹鸚鵡亞科（Agapornithinae）：3屬25種
    - 亞澳鸚鵡亞科（Psittaculinae）
      - 超级鹦鹉族（Polytelini）：3屬8種
      - 亞澳鸚鵡族（Psittaculini）：現存6屬37種，絕滅4種
      - 侏儒鸚鵡族（Micropsittini）：1屬（即侏鹦鹉属）6種

    - 未有明確歸類
      - †毛里求斯冕鹦鹉 
      - †腐屍鸚鵡 
      - †馬斯卡林鸚鵡

## 鹦鹉学舌

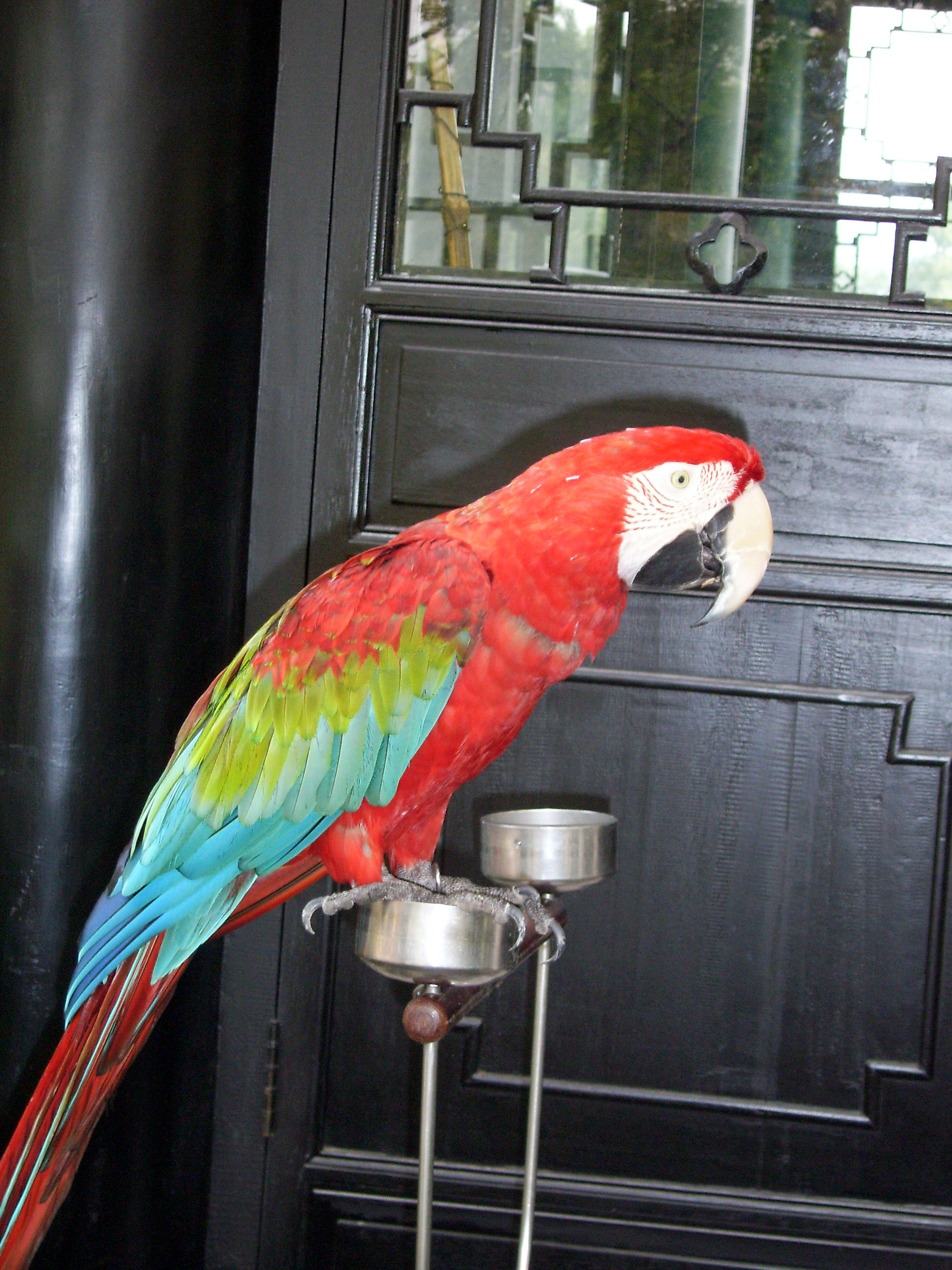
被人饲养的绿翅金刚鹦鹉 Ara chloroptera

鹦鹉学舌是指一些鸟类可以模仿人类语言，因为鹦鹉作为该类鸟的代表而最为人知，所以鹦鹉学舌作为此类的通称。会学舌的鸟类所能掌握的词语程度不同。有些例如乌鸦虽然很聪明，但只会个别词语；而非洲灰鸚鵡大概可以学舌2000个词语。
而關於鸚鵡是否可以和人對話交流的研究上，最知名的首推非洲灰鸚鵡。艾琳·派波柏格（Irene Pepperberg）博士與非洲灰鸚鵡艾利斯（Alex）經過30年的訓練與實驗，證明了若是能讓灰鸚鵡了解單字所代表的意義，是可以和鸚鵡進行對話交流。艾利斯於2007年9月6日過世，享年31歲；牠對主人說的最後一句話是: 「See you tomorrow.You be Good, I love you.(明天見，你保重，我愛你)」，派波柏格博士則出了一本書《Alex & Me: How a Scientist and a Parrot Discovered a Hidden World of Animal Intelligence—and Formed a Deep Bond in the Process》（ISBN 9780061673986）紀念艾利斯。

## 保育狀況
除被列入附录Ⅰ和未被列入附录的桃脸牡丹鹦鹉（Agapornis roseicollis）、虎皮鹦鹉（Melopsittacus undulatus）、鸡尾鹦鹉（Nymphicus hollandicus）和红领绿鹦鹉（Psittacula krameri外的所有种，其他种均被列為《瀕危野生動植物種國際貿易公約》附錄二的物種，被限制出口及貿易。

## 延伸阅读
[在维基数据编辑]
 《欽定古今圖書集成·博物彙編·禽蟲典·鸚鵡部》，出自陈梦雷《古今圖書集成》

## 外部連結
- City Parrots（页面存档备份，存于）
- Tinkerbell - a flighted CAG parrot in Taiwan and how to keep a flighted grey parrot at home* Tinkerbell - 一只飞行鹦鹉的训练在台湾（页面存档备份，存于）
- Alex foundation（页面存档备份，存于）